# Rue Thiroux
La rue Thiroux  est une ancienne voie située dans le quartier de la Chaussée-d'Antin du 9e arrondissement de Paris, absorbée le 5 mai 1849 par la rue de Caumartin.

## Situation
Elle était à l'emplacement actuel de la portion de la rue de Caumartin, située entre la rue des Mathurins et la rue de Provence, alors rue Saint-Nicolas d'Antin et plus anciennement rue de l'Égout.

## Origine du nom
Elle portait le nom du président de la Chambre des enquêtes du Parlement de Paris, Louis-Lazare Thiroux d'Arconville (1712-1789) qui entreprit les travaux d'ouverture de la voie.

## Historique
Elle fut ouverte en 1773 sur le territoire des Porcherons, propriété du couvent des Mathurins de Paris qui y possédaient de grandes propriétés en marais et fermes qu'ils cédèrent entre 1768 et 1779 par baux emphytéotiques de 99 ans, charge au preneur de bâtir dans un délai donné des bâtiments qui devaient leur revenir à la fin du bail. 

## Bâtiments remarquables et lieux de mémoire
- No 3 : emplacement de la Manufacture de la Reine, fabrique de porcelaine fondée en 1776 par André Marie Lebeuf. Elle fut l'une des plus renommées de Paris à cette époque. Il la vendit le 18 février 1797 à Charles Barthélemy, son frère Guy et Marie Antoine Houzel[3].
- No 9 : domicile en 1835 d'Édouard Félix Étienne Emery, professeur d'anatomie à l'École des beaux-arts de Paris[4].